# Rio Cacuci
O Rio Cacuci é um rio da Romênia afluente do Rio Tecşe, localizado no distrito de Covasna.